# Sebastián Pinto
Sebastián Pinto, född 15 februari 1986 i Santiago, är en chilensk fotbollsspelare som sedan 2012 spelar i turkiska Bursaspor. Han gjorde sin landslagsdebut för Chile i en inofficiell vänskapsmatch mot Aragonien 2006.